# Pauletta Washington
Pour les articles homonymes, voir Washington.
Pauletta Washington de son vrai nom Pauletta Pearson, née le 28 septembre 1950 à Newton, Caroline du Nord est une actrice américaine, également chanteuse et pianiste classique de formation,. Elle est notamment connue pour ses rôles au théâtre et à la télévision, ainsi que pour son engagement philanthropique. Elle est l'épouse de l'acteur Denzel Washington depuis 1983.

## Biographie

### Jeunesse et Formation
Pauletta Pearson, est diplômée de la North Carolina School of the Arts (en), où elle a étudié le piano classique et le chant. Elle a également suivi une formation artistique complète, ce qui l'a conduite à une carrière dans le théâtre musical et la télévision.

### Carrière
Pauletta Pearson, a commencé sa carrière d'actrice à la fin des années 1970. Elle est apparue dans le téléfilm Wilma (1977), où elle a rencontré Denzel Washington,,. Elle a ensuite joué dans des productions théâtrales telles que Jesus Christ Superstar, Sophisticated Ladies, Shakespeare's Cabaret et The All Night Strut! sur Broadway.
À la télévision, elle a interprété le rôle de Terri Angelou dans la série comique The Parkers,. Elle a également joué dans des films tels que Philadelphia (1993) et Antwone Fisher (2002).

## Engagements philanthropiques
Pauletta Pearson, est membre du conseil d'administration du Spelman College depuis 2020 . Elle est également impliquée dans des initiatives de collecte de fonds pour la recherche sur les tumeurs cérébrales et soutient diverses causes éducatives et artistiques.

## Vie personnelle
Pauletta Pearson a épousé Denzel Washington le 25 juin 1983. Le couple a quatre enfants : John David Washington, Katia Washington, et les jumeaux Malcolm Washington (en) et Olivia Washington (en),,.
Leur mariage, qui dure depuis plus de 40 ans, est souvent cité comme un exemple de longévité à Hollywood. Ils ont renouvelé leurs vœux en Afrique du Sud, lors d'une cérémonie célébrée par l'archevêque Desmond Tutu.

## Filmographie

### Films
- 1975 : Wilma : Mae Faggs
- 1982 : Purlie : elle-même
- 1998 : Beloved : The Thirty Women
- 2013 : The Watsons go to Birmingham : Mrs. Glenn
- 2016 : Le sacrifice d'une mère : Barbara
- 2016 : 90 days : Gayle
- 2019 : Burgen : Yahweh
- 2020 : Hollywood's Architect: The Paul R. Williams Story
- 2021 : Steps : Docteur Olivia

### Télévision
- 2017 : Genius : Rachel Franklin
- 2022 : Reasonable Doubt : Mama Lu